# Alexeter gracilentus
Alexeter gracilentus är en stekelart som först beskrevs av Holmgren 1857.  Alexeter gracilentus ingår i släktet Alexeter och familjen brokparasitsteklar. Arten är reproducerande i Sverige. Inga underarter finns listade i Catalogue of Life.